# Bolland (rivier)
De Bolland is een Belgisch riviertje in het stroomgebied van de Maas in het Land van Herve. Het is een zijrivier van de Berwijn en heeft een lengte van 13,5 kilometer.
De Bolland ontspringt te Gurné, een gehucht van Battice, een deelgemeente van de stad Herve. Daarna stroomt hij door Bolland waar hij in gekanaliseerde vorm de vijvers van het Kasteel van Bolland voedt. Verder vormt de rivier de grens tussen Cerexhe-Heuseux, Blegny, Barchon en Housse en stroomt ten slotte door Saint-Remy en Feneur naar Dalhem waar hij in de Berwijn uitmondt. In Feneur stonden vroeger drie watermolens. Hiervan is er nog één maalvaardig.
Sedert er in Saint-Remy een waterzuiveringsstation werd gebouwd is de biodiversiteit van de Bolland enorm toegenomen.